# George Byng, 1. vikomt Torrington
George Byng, 1. vikomt Torrington (George Byng, 1st Viscount Torrington, 1st Baron Byng of Southill, 1st Baronet Byng of Wrotham) (27. ledna 1663, Wrotham, Anglie – 17. ledna 1733, Southill Park, Anglie) byl britský admirál. Prosadil se jako úspěšný námořní vojevůdce za války o španělské dědictví, kdy se podílel na převzetí Gibraltaru do britské správy. Uplatnil se také jako diplomat a v roce 1718 dosáhl hodnosti velkoadmirála. V roce 1721 s titulem vikomta zasedl ve Sněmovně lordů, byl členem britské vlády a kariéru zakončil jako ministr námořnictva (1727–1733). Jeho potomci v několika generacích dosáhli vysokých postů v námořnictvu, armádě i u dvora, vynikli především vojevůdce napoleonských válek maršál John Byng, 1. hrabě ze Straffordu (1772–1860), nebo kanadský generální guvernér maršál Julian Byng, 1. vikomt Byng (1862–1935).

## Kariéra

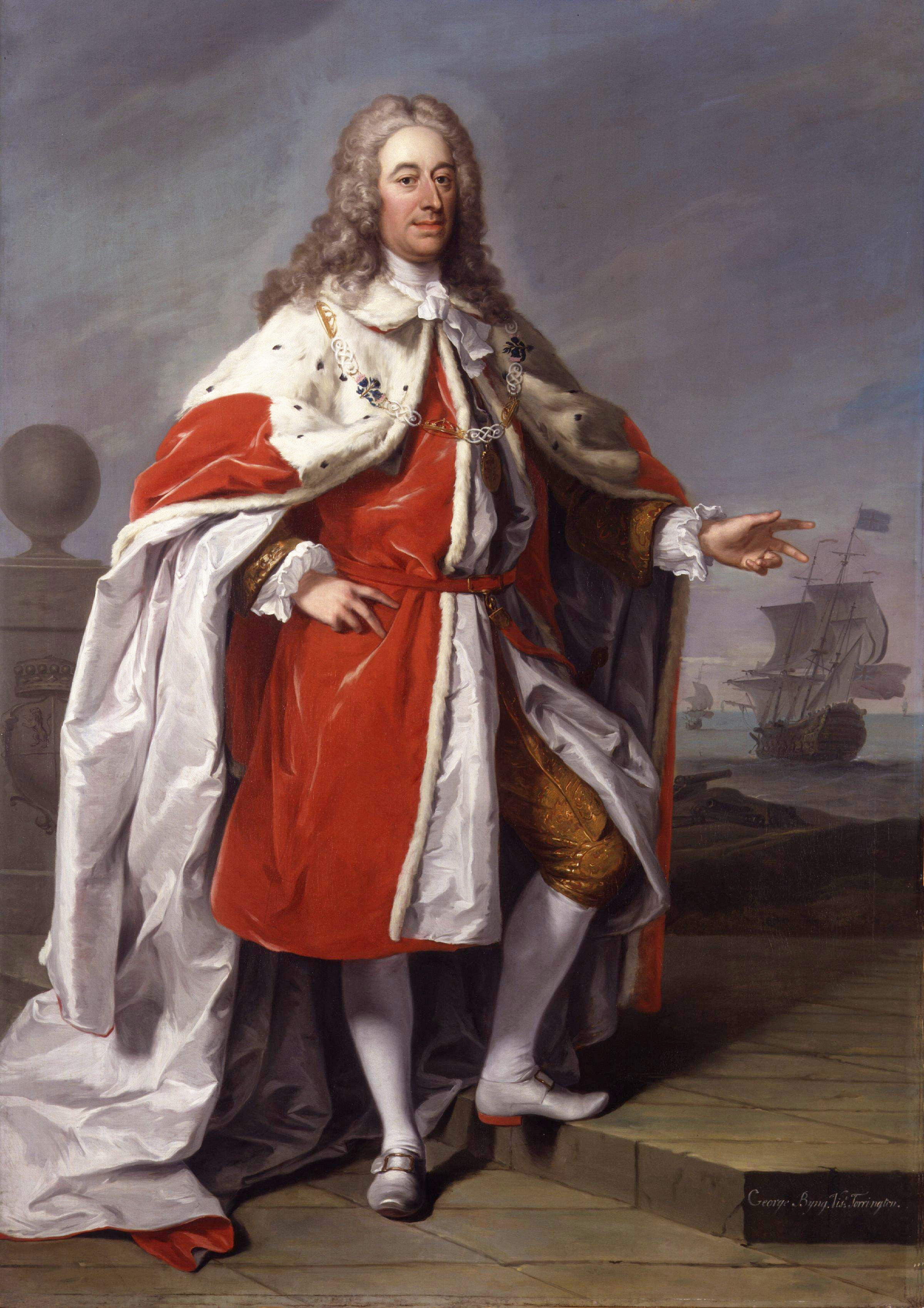
Vikomt Torrington jako velkoadmirál a ministr námořnictva (1733, National Portrait Gallery London)

Pocházel z obchodnické a statkářské rodiny z Kentu. Byl synem Johna Binga (1628–1683) a jako první z rodiny začal užívat upravenou podobu příjmení Byng. Měl tři bratry, kteří sloužili v armádě a námořnictvu. George sloužil u námořnictva od roku 1678, brzy vynikl a získal přízeň vlivných námořních vojevůdců. V 80. letech sloužil v Tangeru a Bombaji, v roce 1687 byl povýšen na kapitána. Vyznamenal se za války o španělské dědictví, kdy se zúčastnil bitvy v zátoce Vigo, jménem spojeneckých Habsburků převzal kontrolu nad Sicílií a podílel se na převzetí Gibraltaru pod britskou nadvládu. V roce 1703 získal hodnost kontradmirála a byl povýšen do šlechtického stavu, téhož roku byl krátce vyslancem v Alžírsku, zúčastnil se bitvy u Malagy. Během následujících let postupoval v hodnostech, stal se viceadmirálem (1706) a admirálem (1708), v letech 1709–1717 byl zároveň lordem admirality (v letech 1714–1717 na pozici druhého lorda byl zástupcem prvního lorda admirality). V letech 1705–1721 byl zároveň členem Dolní sněmovny. Politicky se hlásil k whigům, ale často hlasoval s příslušníky strany toryů. V roce 1715 byl povýšen na baroneta. Další vojenské úspěchy slavil ve válce Aliance čtyř, kdy dosáhl široké popularity vítězstvím nad španělským loďstvem u mysu Passaro (1718). Obdržel hodnost velkoadmirála (Admiral of the Fleet) (1718), téhož roku byl krátce mimořádným vyslancem v Maroku a následně byl pověřen diplomatickou misí po italských státech (1718–1720). Od roku 1720 zastával čestnou hodnost Kontradmirál Velké Británie (Rear-Admiral of Great Britain) a v roce 1721 s titulem vikomta vstoupil do Sněmovny lordů. Mezitím se stal členem vlády jako prezident úřadu námořního pokladu (1720–1724) a od roku 1721 byl členem Tajné rady. Kariéru zakončil ve funkci ministra námořnictva (1727–1733). Tento úřad převzal po admirálu Jamesi Berkeleyovi, který tehdy přešel do opozice proti premiéru Robertu Walpolovi.
V roce 1725 získal Řád lázně, obdržel také čestné občanství v Portsmouthu a Edinburghu. Zemřel krátce před svými sedmdesátými narozeninami na rodovém sídle Southill Park v hrabství Bedfordshire 17. ledna 1733. Na postu prvního lorda admirality jej následoval admirál Charles Wager, čestnou funkci kontradmirála Velké Británie převzal John Jennings.

## Rodina a majetkové poměry

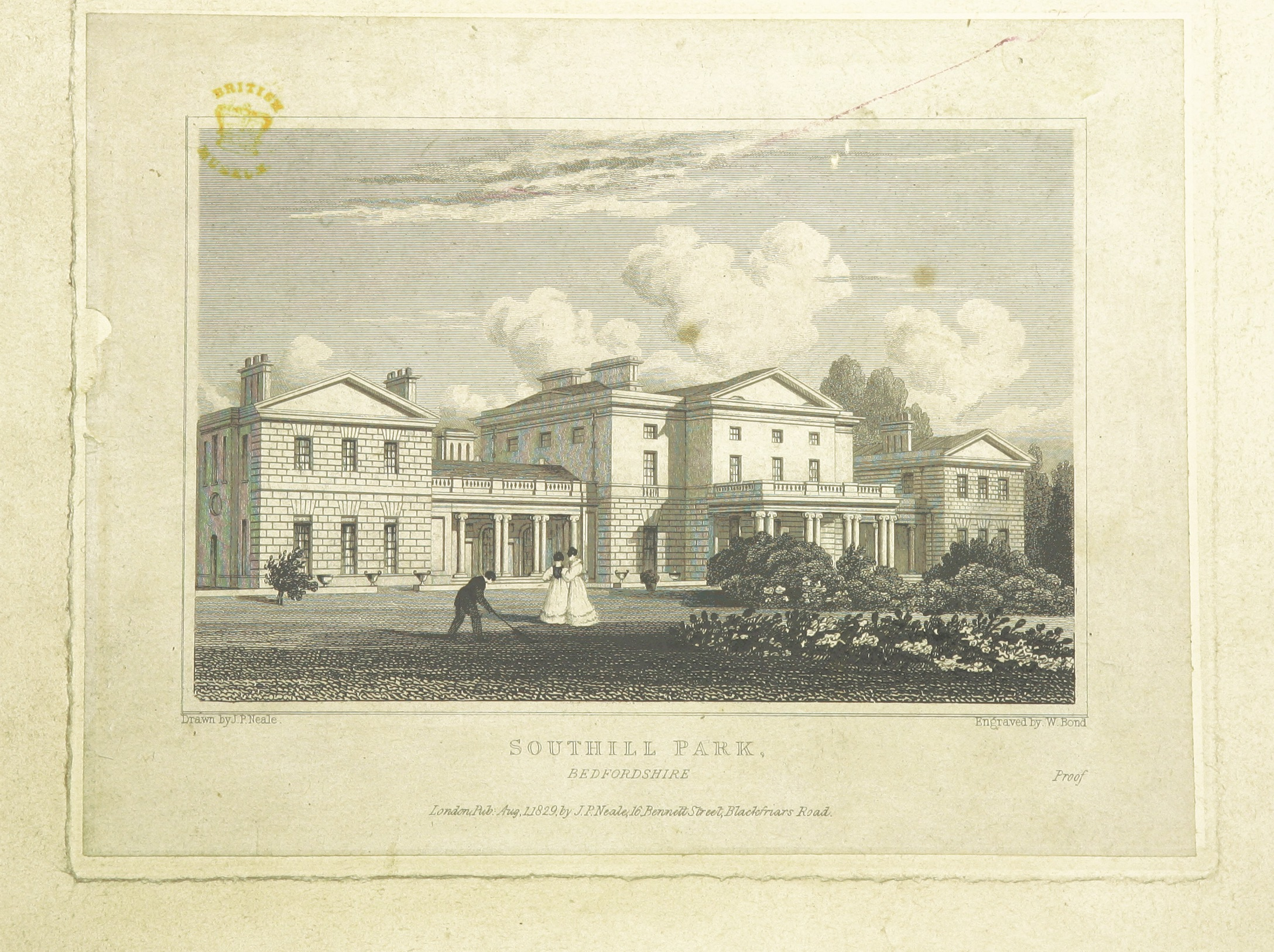
Zámek Southill Park (Bedfordshire)

Jeho manželkou byla od roku 1690 Margaret Masters (1669–1756) ze statkářské rodiny z Kentu. Měli spolu patnáct dětí, z nichž jen polovina se dožila dospělého věku. Dědicem titulu vikomta byl syn Pattee Byng, 2. vikomt Torrington (1699–1747), který zastával nižší úřady ve vládě. Zemřel bez potomstva a titul pak zdědil mladší bratr George Byng, 3. vikomt Torrington (1701–1750), který v armádě dosáhl hodnosti generálmajora. Další syn Robert Byng (1703–1740) sloužil v námořnictvu a byl guvernérem na Barbadosu (1739–1740). Nejznámějším se stal syn Sir John Byng (1704–1757), který byl admirálem a na počátku sedmileté války byl popraven za neuposlechnutí rozkazu.
V roce 1700 koupil panství Southill Park (Bedfordshire), rodové sídlo zde nechal postavit až později ve 20. letech 18. století, kdy byl již mimo aktivní službu a pobýval trvale v Anglii. Zámek Southill Park patřil jeho potomkům do roku 1796, kdy jej koupila podnikatelská rodina Whitbreadů.
Rod Byngů žije dodnes ve dvou hlavních liniích, které reprezentují Timothy Howard Byng, 11. vikomt Torrington (* 1943), a William Robert Byng, 9. hrabě ze Straffordu (* 1964)